# Groupe de NGC 2276
Le groupe de NGC 2276 comprend au moins 13 galaxies situées dans les constellations de Céphée et de la Girafe. La distance moyenne entre ce groupe et la Voie lactée est d'environ 29,2 Mpc (∼95,2 millions d'al).

## Membres
Le tableau ci-dessous liste les 13 galaxies du groupe indiquées dans l'article de A.M. Garcia paru en 1993. 
| Nom      | Const. | Class.     | Type                     | α (J2000.0)   | δ (J2000.0) | Vitesse radiale (km/s) | m               | Distance (Mpc) | Diamètre (kal) |
| -------- | ------ | ---------- | ------------------------ | ------------- | ----------- | ---------------------- | --------------- | -------------- | -------------- |
| NGC 2268 | Girafe | SAB(r)bc   | Spirale intermédiaire    | 07h 14m 17.4s | 84° 22′ 56″ | 2222 ± 7               | 11,5            | 32,5 ± 2,3     | 104            |
| NGC 2276 | Céphée | SAB(rs)c   | Spirale intermédiaire    | 07h 27m 14.3s | 85° 45′ 16″ | 2415 ± 2               | 11,4            | 35,2 ± 2,5     | 57             |
| NGC 2300 | Céphée | SA0^0      | Lenticulaire             | 07h 32m 20.0s | 85° 42′ 34″ | 1905 ± 7               | 11,0            | 27,7 ± 1,9     | 123            |
| IC 455   | Céphée | S0         | Lenticulaire             | 07h 34m 57.7s | 85° 32′ 14″ | 2050 ± 51              | 13,3            | 29,8 ± 2,2     | 36             |
| IC 469   | Céphée | SAB(rs)ab? | Spirale intermédiaire    | 07h 55m 59.1s | 85° 09′ 32″ | 2080 ± 39              | 12,7            | 30,3 ± 2,2     | 77             |
| IC 499   | Girafe | S0/a       | Lenticulaire             | 08h 45m 17.3s | 85° 44′ 24″ | 1882 ± 48              | 12,5            | 27,4 ± 2,1     | 116            |
| IC 512   | Girafe | SAB(s)cd   | Spirale intermédiaire    | 09h 03m 49.8s | 85° 30′ 06″ | 1614 ± 10              | 12,2            | 23,5 ± 1,7     | 79             |
| UGC 3496 | Céphée | Im?        | Irrégulière magellanique | 06h 50m 36.0s | 85° 47′ 42″ | 1581 ± 4               | 15,42 ± 0,10    | 22,8 ± 1,6     | 57             |
| UGC 3522 | Céphée | S?         | Spirale                  | 06h 56m 06.1s | 84° 55′ 04″ | 2132 ± 5               | 14,29           | 31,0 ± 2,2     | 72             |
| UGC 3890 | Girafe | Sb         | Spirale                  | 07h 40m 28.9s | 83° 47′ 28″ | 2034 ± 125             | 13,94           | 29,7 ± 2,8     | 43             |
| UGC 4078 | Girafe | Sbc        | Spirale                  | 08h 04m 24.7s | 84° 38′ 29″ | 1860 ± 11              | 12,51           | 27,1 ± 1,9     | 72             |
| UGC 4348 | Céphée | SB?        | Spirale barrée           | 08h 34m 01.9s | 85° 56′ 44″ | 1930 ± 6               | 14,76           | 28,1 ± 2,0     | 57             |
| UGC 4612 | Girafe | Sm?        | Spirale magellanique     | 09h 00m 18.6s | 85° 31′ 56″ | 1608 ± 7               | 14,267 ± 0,041a | 23,4 ± 1,6     | 41             |

- aDans le proche infrarouge.

Le site DeepskyLog permet de trouver aisément les constellations des galaxies mentionnées dans ce tableau ou si elles ne s'y trouvent pas, l'outil du site constellation permet de le faire à l'aide des coordonnées de la galaxie. Sauf indication contraire, les données proviennent du site NASA/IPAC.